# Orasemorpha varidentata
Orasemorpha varidentata är en stekelart som först beskrevs av Girault 1936.  Orasemorpha varidentata ingår i släktet Orasemorpha och familjen Eucharitidae. Inga underarter finns listade i Catalogue of Life.